# Jürgen Frömmrich

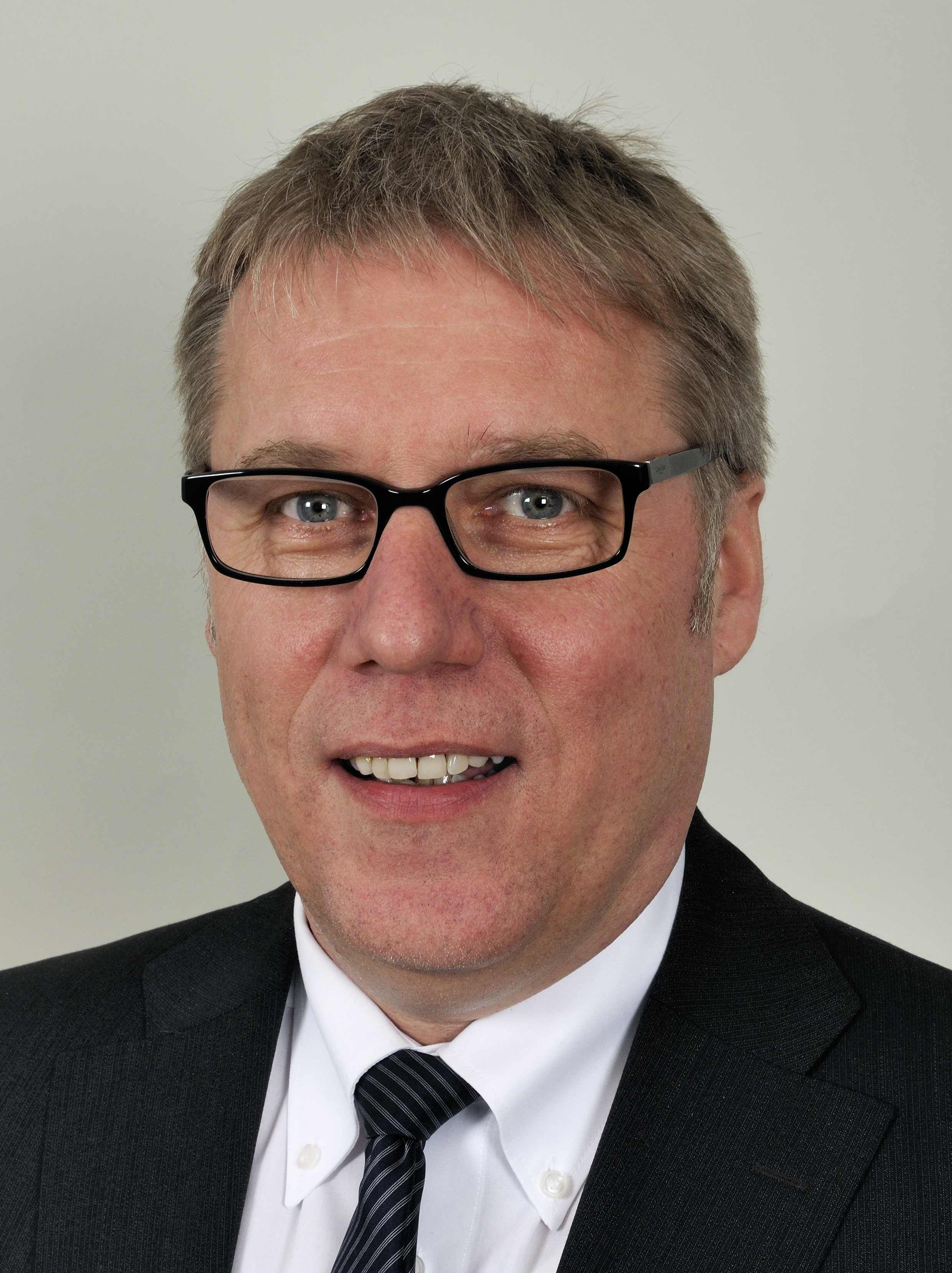
Jürgen Frömmrich (2013).

Jürgen Frömmrich (* 26. Dezember 1959 in Korbach) ist ein deutscher Politiker (Bündnis 90/Die Grünen) und seit 2013 Mitglied des Hessischen Landtags. Von 1991 bis 1993 war er Landesvorstandssprecher von Bündnis 90/Die Grünen Hessen.
Er war Mitglied des Hessischen Landtags vom 15. November 1994 bis zum 4. April 1995, vom 5. April 2003 bis zum 4. April 2008 und ist dies erneut seit dem 18. Januar 2009. Frömmrich ist für seine Fraktion fachpolitischer Sprecher für Innen- und Rechtspolitik und Mitglied im Innenausschuss, Rechts- und Integrationsausschuss, sowie im Hauptausschuss.
Neben seinem Landtagsmandat ist Jürgen Frömmrich auch in der Kommunalpolitik aktiv. Er ist Mitglied des Kreistags des Landkreises Waldeck-Frankenberg und dort Fraktionsvorsitzender der Fraktion von Bündnis 90/Die Grünen.
Bei der Landtagswahl in Hessen 2013 trat er im  Wahlkreis Waldeck-Frankenberg II an. Hier unterlag er gegen Claudia Ravensburg. Ihm gelang jedoch der Einzug in den Landtag über einen Listenplatz der Partei. 2018 ud 2023 wurde er erneut über die Liste in den Landtag gewählt. Er war bis 17. Januar 2024 Parlamentarischer Geschäftsführer seiner Fraktion und ist seit 18. Januar 2024 stellvertretender Fraktionsvorsitzender.